# Verspieltes Leben
Verspieltes Leben (Untertitel Ulyssa) ist ein deutsches Filmdrama von 1949 von und mit Kurt Meisel. Die Hauptrolle ist mit Brigitte Horney besetzt. Axel von Ambesser spielt ebenso wie Kurt Meisel eine der männlichen Hauptrollen. 

## Handlung
Ulyssa, eine lebenssprühende junge Frau, ist mit dem Landrat Friedrich von Siebenmühlen verheiratet. Das Paar lebt im Jahr 1914 in einer norddeutschen Kleinstadt. Ulyssa, die den Konventionen gehorchend von Siebenmühlens Frau geworden ist, kann im Grunde genauso wenig mit ihrem Mann anfangen, wie er mit ihr. So sucht die junge äußerst charmante und verführerische Frau Bestätigung bei anderen Männern ihres Standes, flirtet und kokettiert mit ihnen, aber auch nicht mehr. Im Bekanntenkreis der Siebenmühlens verkehrt auch Stefan Marbach. Zu ihm fühlt Ulyssa sich seit sie ihn kennt hingezogen und auch Marbach ist ihr äußerst zugetan. Beide haben das Gefühl in dem anderen jemand zu erkennen, der perfekt passt. 
Während einer Gesellschaftsfeier bei den Siebenmühlens gesteht Ulyssa Marbach, dass sie Sorgen habe, da ihr Vater dazu neige, manchmal Dummheiten zu machen. Zur selben Zeit bittet Ulyssas Vater seinen Schwiegersohn wieder einmal um seine Hilfe, da er in einen Bankrott verwickelt sei. Indirekt erhält er den Rat sich zu erschießen, was Siebenmühlen dadurch unterstreicht, dass er seiner Schreibtischschublade eine Pistole entnimmt und diese auf die Tischplatte legt. Nicht viel später steht Ulyssa am Grab ihres Vaters. Ein weiterer Schicksalsschlag trifft sie, als Kurt von Ellmer, mit dem sie gern und oft geflirtet hatte, aus enttäuschter Liebe zu ihr am Ende eines Sommerfestes auf einen vermeintlichen Rivalen schießt. 
Als Ulyssa und Stefan eines Tages in heiterer Stimmung einen Spaziergang durch die Natur genießen, erzählen ihnen lachende Kinder, dass schulfrei sei, weil man sich ab heute im Krieg befinde. In einer kleinen Kapelle halten beide eine stille Andacht und Stefan rezitiert das Gedicht Krieg und Frieden von Detlev von Liliencron. In dieser Situation geben sie sich auch gegenseitig zu verstehen, wie tief ihre Neigung füreinander ist. 
Sowohl Ulyssas Mann als auch Stefan werden eingezogen. Friedrich von Siebenmühlen fällt im Dezember 1914. Kurz vor Kriegsende will Ulyssa Stefan dazu überreden zu desertieren, da der Krieg sowieso verloren sei und er das Risiko, noch in den letzten Kriegstagen zu fallen, nicht eingehen solle. Sie spricht von einer gemeinsamen Zukunft, obwohl es Stefan unglaublich schwerfällt, lehnt er Ulyssas Ansinnen ab und meint, er könne sich dann selbst nicht mehr in die Augen schauen. Und dann kommt die Nachricht, die Ulyssa so sehr gefürchtet hatte, und die besagt, dass auch Stefan gefallen sei. 
Nach einer Zeit voller Verzweiflung, will Ulyssa nur noch eins, sie will weg aus der Kleinstadt, sie will leben. Kurz darauf lernt sie Karli Reindl, einen ebenso charmanten wie reichen Kaufmann aus Wien kennen, der sofort von ihr betört ist und sie heiraten will. Er legt ihr alles zu Füßen, was sie sich wünscht, sogar ein eigenes Palais, das sich zuvor seit über 300 Jahren im Besitz der Familie von Wittelsberg befand. Ulyssa fragt nicht und will auch nicht wissen, woher das viele Geld kommt, das ihr Mann verdient. Sie weiß nur, dass er mit Waffen handelt. 
Und dann will es der Zufall, dass Ulyssa eines Tages in Wien auf der Straße Stefan wiedertrifft. Er habe Glück gehabt, meint er und auf ihre Frage, er sei nun Leiter eines Knabeninstituts in der Schweiz. Es ist ein bittersüßes Wiedersehen. Stefan glaubt, dass Ulyssa dem Warten auf ihn, ein glanzvolles Leben an der Seite eines reichen Mannes vorgezogen habe. Ulyssa aber, die weiß, dass ihr Mann Karli ihren Sohn Ferdinand aus erster Ehe gern los sein möchte, entschließt sich, Ferdinand Stefan anzuvertrauen und ihn selbst in die Schweiz zu bringen. Sie hofft, dass Stefan dadurch erkennt, was und wie viel sie ihm damit sagen will. Zwar findet Stefan sofort Zugang zu Ferdinand, fühlt sich aber ansonsten in seiner Meinung über Ulyssa bestätigt. 
Die Zeit vergeht und dann kommt der Tag, an dem sich Reindl während eines prächtigen Maskenfestes in seinem Palais das Leben nimmt, da er finanziell ruiniert ist. Ulyssa bleibt mittellos zurück. Sie will nicht, dass ihr Sohn darunter zu leiden hat und ihm auf jeden Fall das teure Schweizer Internat und Stefans väterliche Zuneigung bis zum Schulabschluss erhalten. So gibt sie Klavierstunden und hält sich mühsam über Wasser. 
Mehr als 1 ½ Jahre sind vergangen und Ferdinand hat seinen Abschluss in der Tasche, als es Ulyssa unter großen Mühen gelungen ist, das Geld für eine Reise in die Schweiz aufzubringen. Dort angekommen, muss sie jedoch erkennen, dass ihr Sohn nichts mehr von ihr wissen will und sich von ihr abwendet. Ulyssa sieht keinen Sinn mehr in ihrem Leben und schreibt jeweils einen Abschiedsbrief an Ferdinand und an Stefan. Sofort eilen beide an ihr Krankenbett. Und jetzt endlich spricht Stefan klar aus, wie viel ihm Ulyssa stets bedeutet hat und dass sie die einzige Frau ist, die er stets geliebt habe. Und auch Ferdinand ist tief betroffen, wusste er doch nicht, was der wahre Grund war, warum seine Mutter ihn nie besuchen kam. Als Ulyssas Augen sich für immer schließen, wandern ihre Gedanken zurück zu dem Sommertag 1914, als sie zum ersten Mal die tiefe Verbundenheit zwischen sich und Stefan fühlte und sie spürt, sie hat ihr Leben verspielt.

## Produktion und Hintergrund
Produktionsfirma war die Camera-Filmproduktion GmbH (Hamburg). Die Produktionsleitung oblag Georg Richter, die Aufnahmeleitung Rudolf Fichtner und Kurt Paetz. Die Dreharbeiten fanden von Juni bis zum 11. Juli 1949 im Atelier München-Geiselgasteig sowie in München und Umgebung statt. Für die Bauten waren Robert Herlth und Ludwig Reiber verantwortlich, für den Ton Hans Wunschel und für die Kostüme Charlotte Flemming. 
Der Erstverleih erfolgte durch den Norddeutschen Filmverleih Adolf Bejöhr (Hamburg + Düsseldorf), Anton E. Dietz Filmverleih GmbH (Berlin/West + München + Frankfurt am Main). Die Filmlänge betrug 10 Akte = 2.316 m = 85 Minuten. Am 13. September 1949 wurde der Film unter der Nummer 00153 einer FSK-Prüfung unterzogen und für jugendfrei ab 16 Jahren befunden mit dem Zusatz „feiertagsfrei“. Uraufgeführt wurde er am 27. September 1949 im Hahnentor in Köln. Am 25. Januar 1964 lief der Film erstmals im Fernsehen im Programm der ARD. 
Brigitte Horney singt im Film das Lied Das Leben ist zum Lieben da und zum Vertun zu schade ..., Text: Ruth Conrad, Musik: Mark Lothar, Kurt Meisel singt das Lied: Glücklich ist, wer vergisst. Mit Konstantin Tschet, der an der Kamera stand, war Horney zum Zeitpunkt, als der Film entstand, verheiratet. 

## Kritik
Das Lexikon des internationalen Films fällte das Urteil: „Das in den Nachkriegsjahren vieldiskutierte Filmdrama fragt nach der Verbindlichkeit der Religion für das private und öffentliche Leben. Ein Film, der nach einer verbindlichen Antwort sucht, auch wenn er dabei nicht immer stil- und argumentationssicher ist.“
EM urteilte für Zeit Online, dass der Film zwar ein „großes Thema“ habe, das man „mit einem Satz umreißen“ könne, was „stets ein gutes Zeichen“ sei: „Wie die Menschen durch Leichtsinn und Gedankenlosigkeit ihr Leben vertun.“ Aber das Thema sei „vertan worden, mit freundlichen Banalitäten, leeren Dialogen, Unsensibilität, viel zu lang ausgespielten lauten Szenen. Es fehlen Prägnanz, Charme, Geschmack, ach es fehlt viel“. Weiter hieß es: „Ein paar originelle Überblendungen von filmischer Qualität genügen nicht, auch nicht eine ausgesuchte Besetzung bis in die Chargenrollen hinein. Man hätte Brigitte Horney für ihr erstes Wiederauftreten in einem deutschen Nachkriegsfilm einen überzeugenderen Start gewünscht.“
Im Spiegel 41/1949 war zu lesen, dass der Film „ein Publikumserfolg“ geworden sei […] und die Geschichte um Ulyssas verspieltes Leben viele „wirksame Effekte“ enthalte: „die Ehe mit dem ungeliebten kgl. preußischen Landrat, Flirt aus Langeweile, Krieg, Abschied, Tod des Mannes, Taumel der Inflation, kurzes Glück an der Seite eines Schiebers. Verzweiflung und zum Schluß den freiwilligen Tod“. Axel von Ambesser gebe sich auf der Leinwand „sehr nobel und verhalten. Brigitte Horney, nach vielen Jahren zum ersten Mal wieder im deutschen Film, [sei] die liebende Ulyssa, in Glück und Verzweiflung immer photogen.“